# Nussbaumen TG
| TG ist das Kürzel für den Kanton Thurgau in der Schweiz. Es wird verwendet, um Verwechslungen mit anderen Einträgen des Namens Nussbaumen zu vermeiden. |

Nussbaumen ist eine ehemalige Ortsgemeinde und eine Ortschaft der Gemeinde Hüttwilen im Bezirk Frauenfeld des Kantons Thurgau in der Schweiz.
Das im Seebachtal liegende Nussbaumen gehörte 1803 bis 1851, ab 1812 mit Steinegg, zur Munizipalgemeinde Eschenz. Nach deren Teilung war Nussbaumen bis 1996 Teil der Munizipalgemeinde Hüttwilen. Am 1. Januar 1997 fusionierte die Gemeinde Nussbaumen mit den beiden früheren Ortsgemeinden Hüttwilen und Uerschhausen zur Gemeinde Hüttwilen.

## Geschichte

Nussbaumen im Jahr 1954

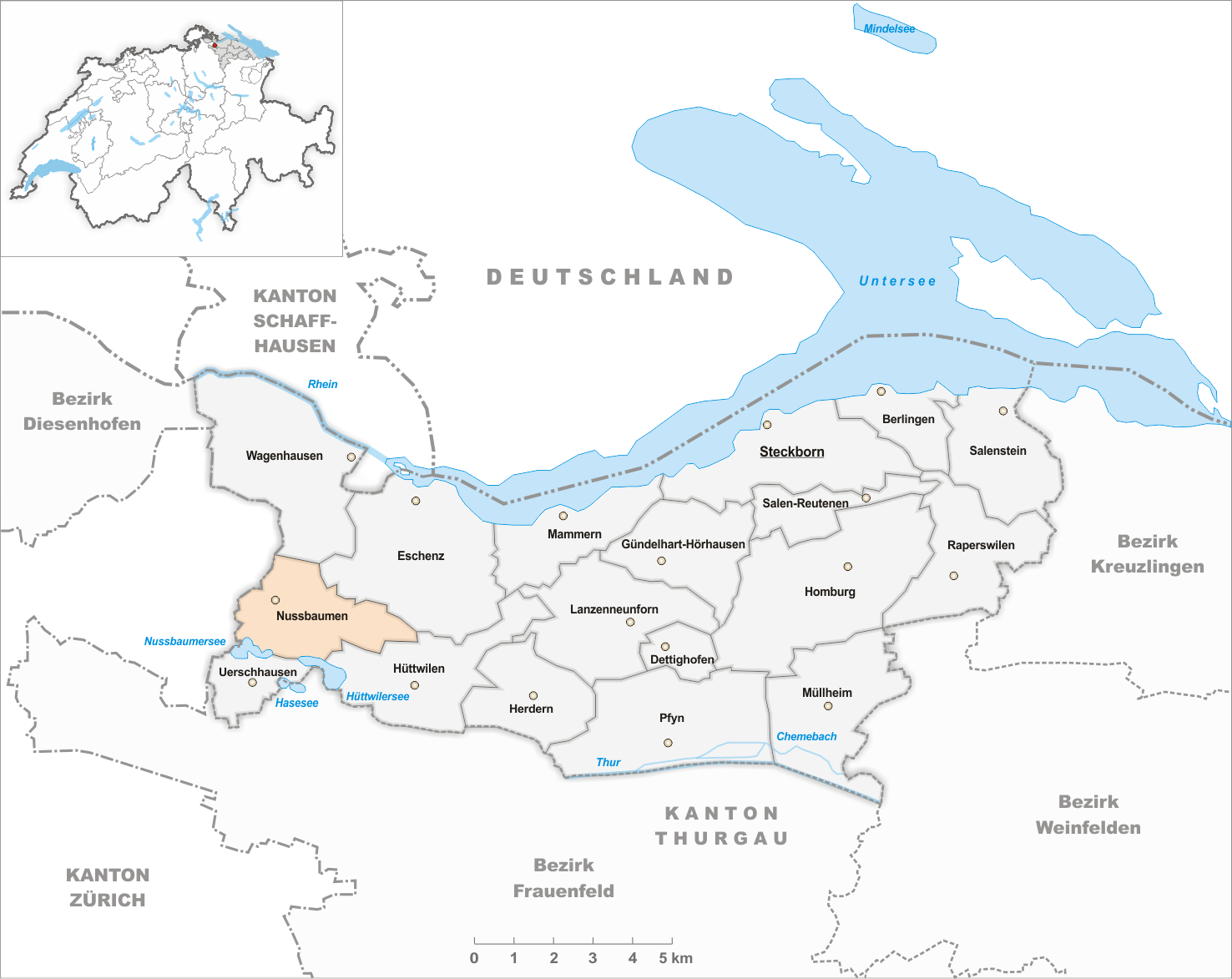
Gemeindestand vor der Fusion im Jahr 1997

857 wurde der Ort als Nuzpouma erstmals urkundlich erwähnt. 1162 gelangte der Zehnten von Nussbaumen an das Kloster St. Gallen. 1216 übte Diethelm von Steinegg in der Vogtei Nussbaumen die niedere Gerichtsbarkeit aus. 1348 gehörte die Vogtei Hartmann von Gachnang, im 15. Jahrhundert unter anderem den von Klingenberg. 1583 erwarb Zürich Nussbaumen und liess es bis 1798 vom Obervogt von Steinegg verwalten.
Da Nussbaumen bis 1823 nach Stammheim pfarrgenössig war, blieb die um 1000 erbaute Kapelle St. Leonhard nach der Reformation 1524 lange ausser Gebrauch. 1823 bildete Nussbaumen mit Uerschhausen eine Kirchgemeinde.
Die Gemeinde besass Güter im Schomatwald sowie Torfgebiet, sogenanntes Turbenland. Um 1750 bauten die Einwohner Hanf und Reben an, im 20. Jahrhundert begann der Tabakanbau und es wurden grosse Meliorationen durchgeführt. 1897 bestanden 6, 1912 13 Stickereien sowie eine Mühle. Zu Beginn des 21. Jahrhunderts gab es in Nussbaumen eine Gürtelfabrik und eine Baumschule.

## Bevölkerung
| Jahr         | 1850  | 1900  | 1950  | 1990  | 2000  | 2010  | 2018     |
| Ortsgemeinde | 458   | 372   | 356   | 456   |       |       |          |
| Ortschaft    |       |       |       |       | 391   | 492   | 541 Anm. |
| Quelle       | [ 3 ] | [ 3 ] | [ 3 ] | [ 3 ] | [ 4 ] | [ 5 ] | [ 2 ]    |

Von den insgesamt 541 Einwohnern der Ortschaft Nussbaumen im Jahr 2018 waren 47 bzw. 8,7 % ausländische Staatsbürger. 294 (54,3 %) waren evangelisch-reformiert und 90 (16,6 %) römisch-katholisch.

## Sehenswürdigkeiten
Nussbaumen ist im Inventar der schützenswerten Ortsbilder der Schweiz aufgelistet. Nebst der evangelischen Kirche sind die unten abgebildeten Bauten in der Liste der Kulturgüter in Hüttwilen aufgeführt:

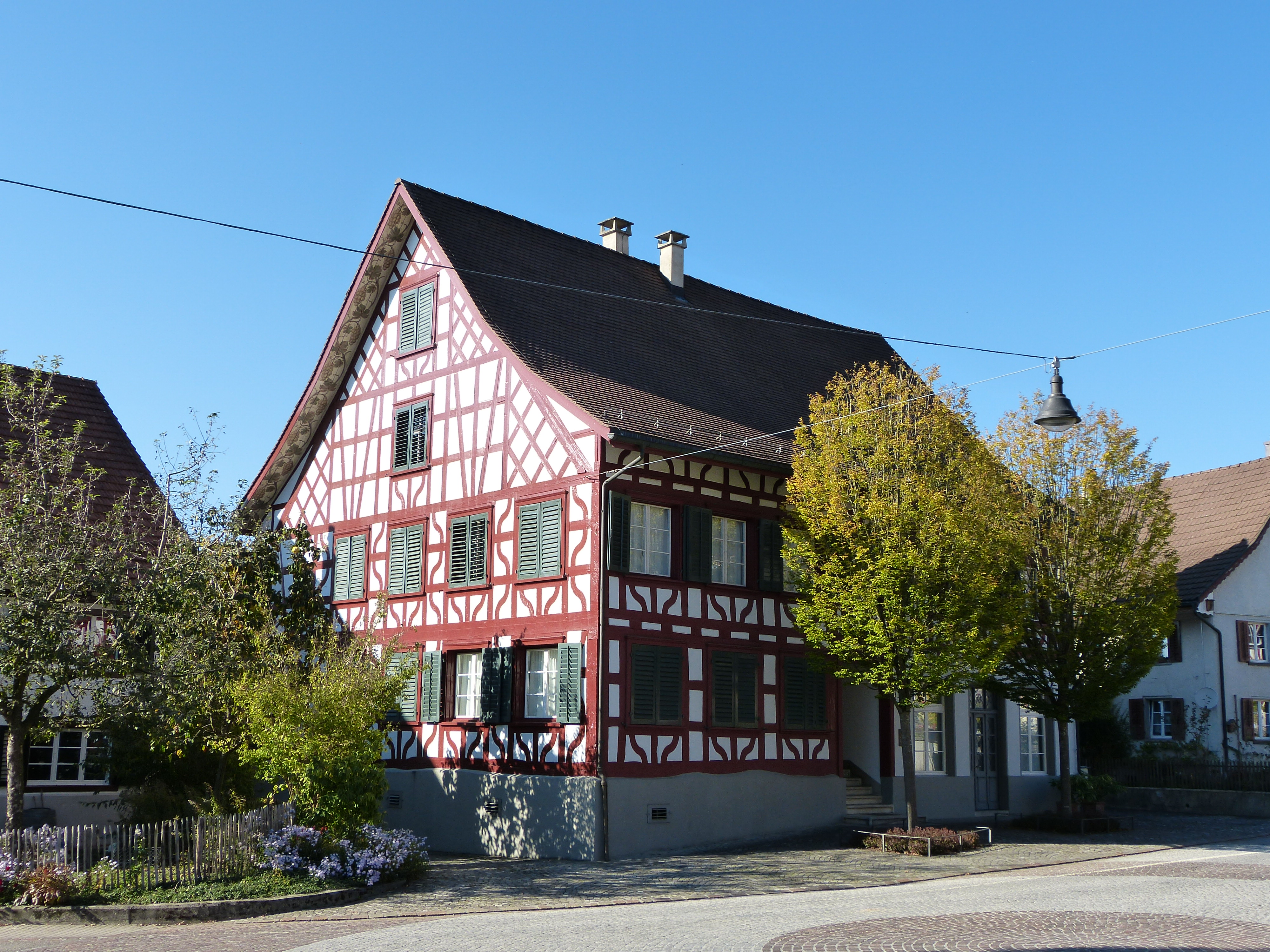
Ehemaliges Schulhaus
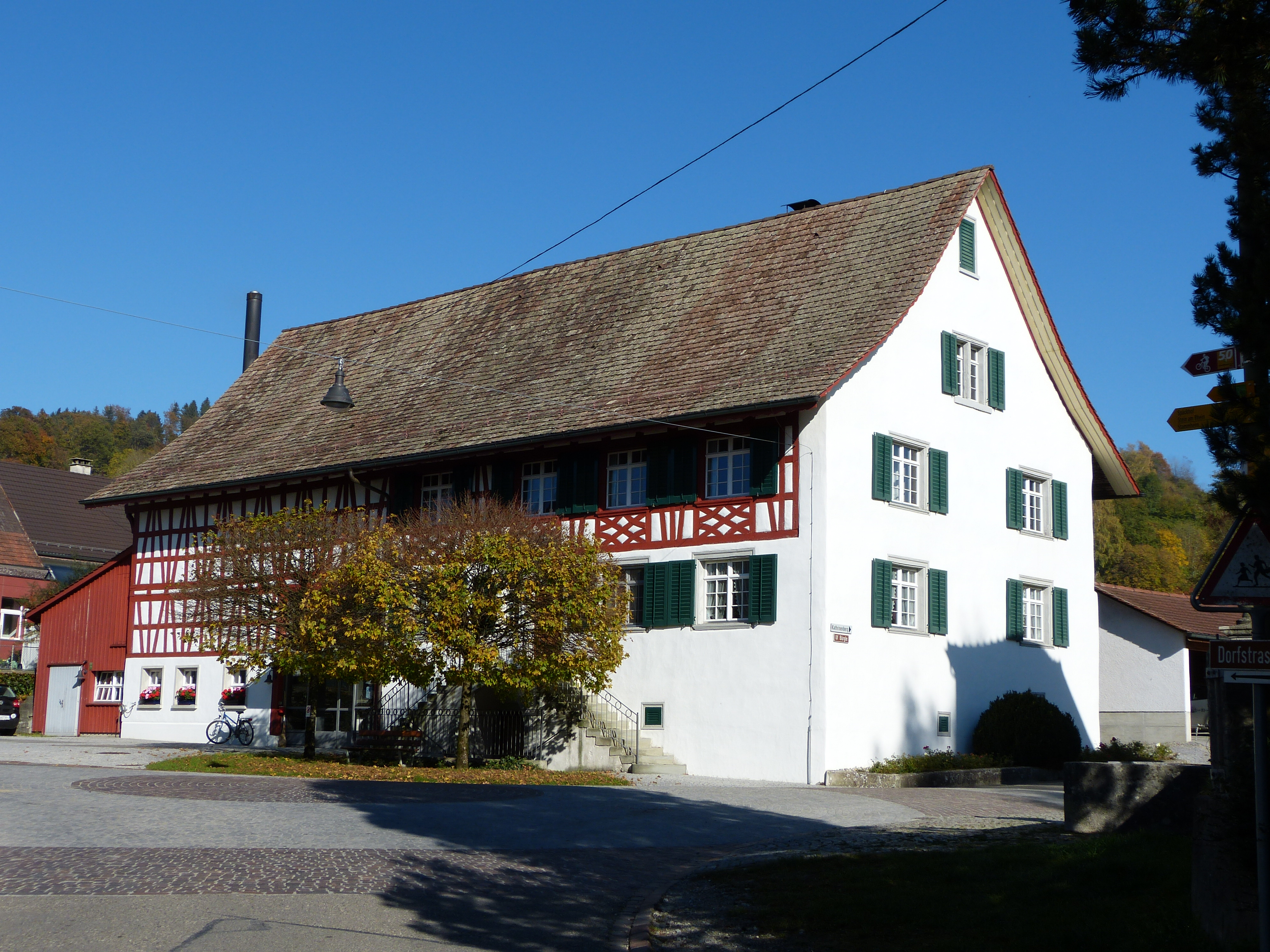
Dorfstrasse 8
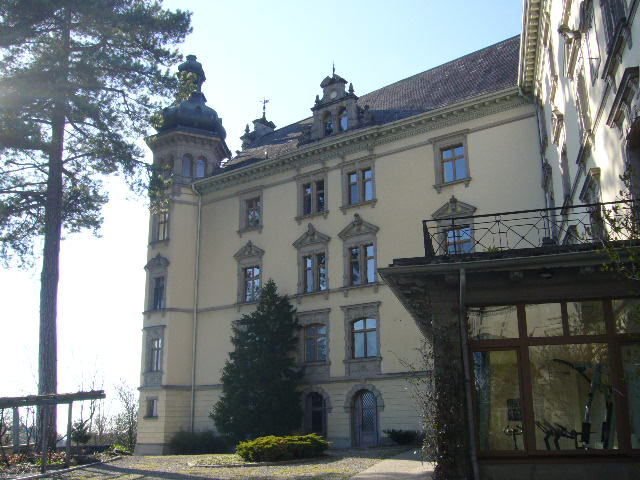
Schloss Steinegg
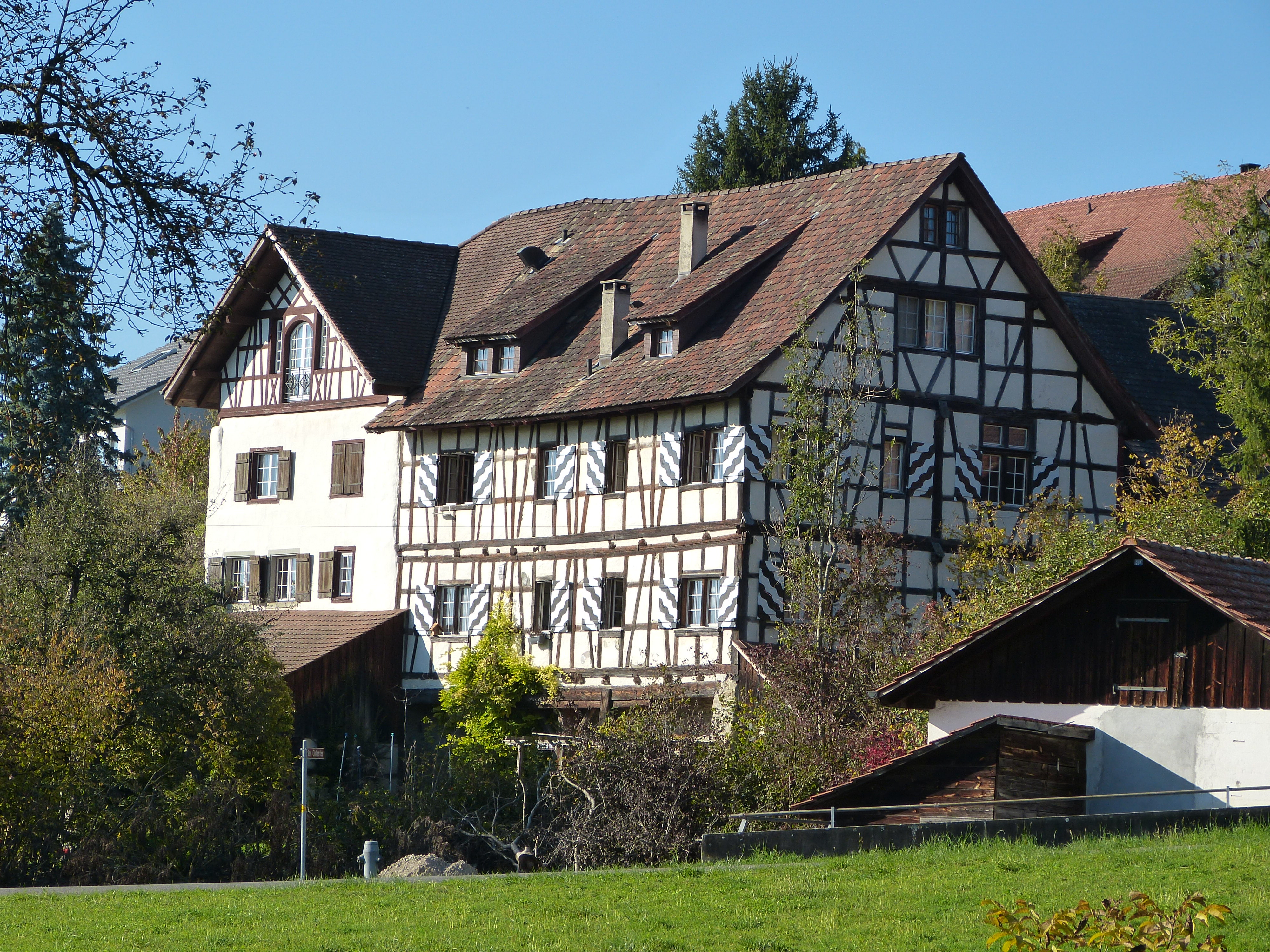
Gut Klösterli St. Bläsi
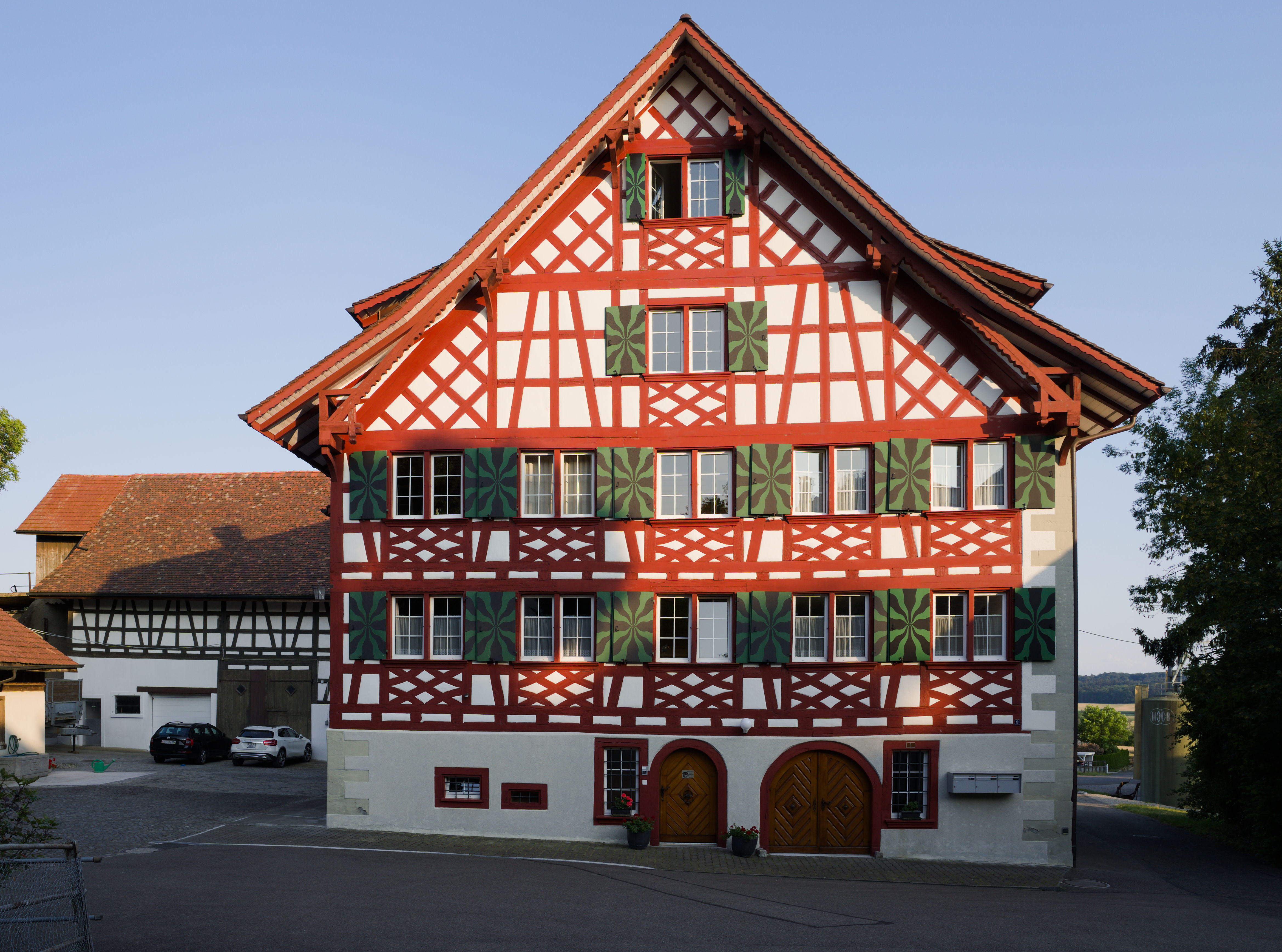
Mühle Klösterli St. Bläsi
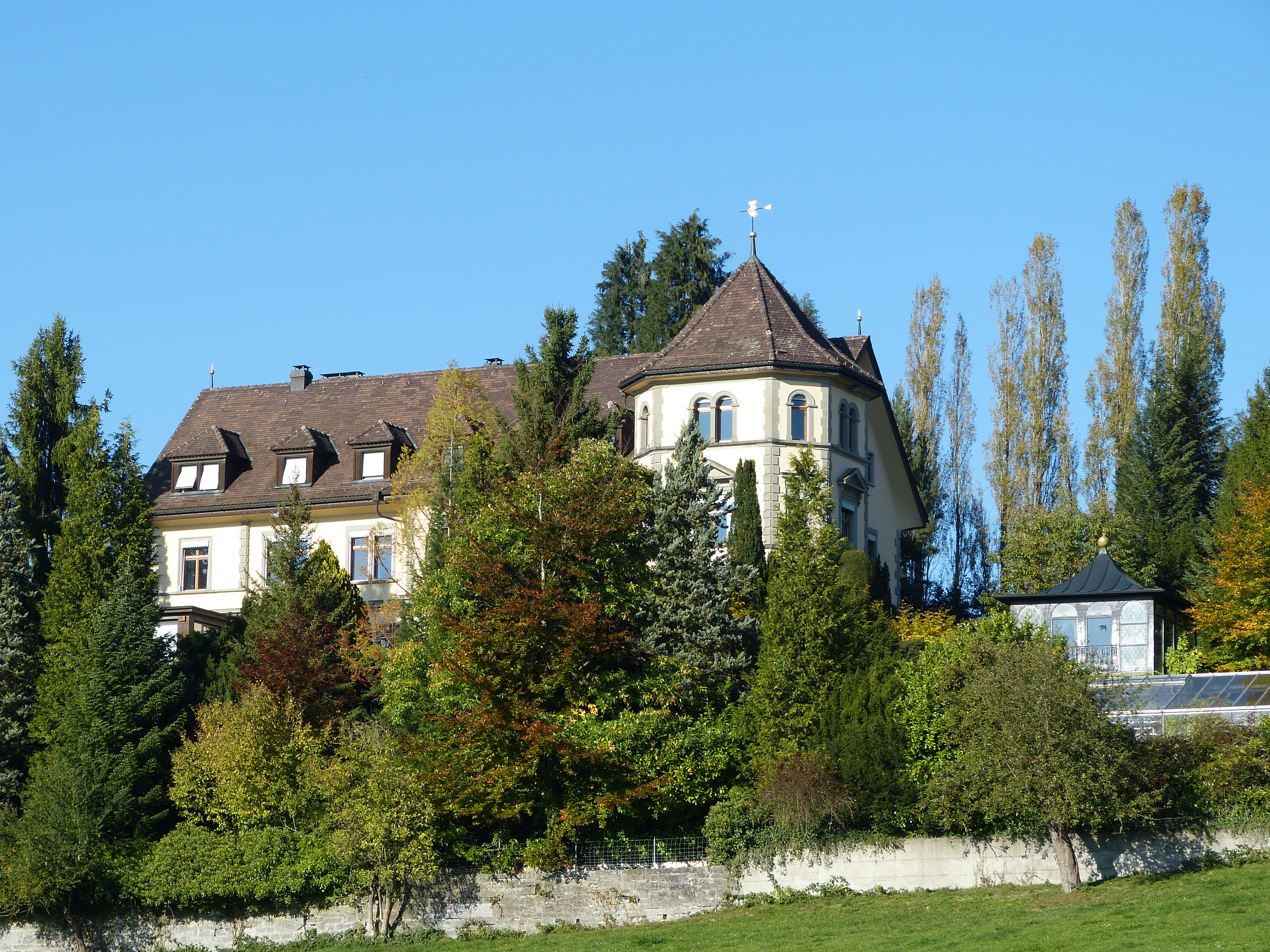
Villa Katharinenberg

Der Nussbaumersee und der Hüttwilersee befinden sich südlich bzw. südöstlich von Nussbaumen. Die beiden Naturseen gehören zusammen mit dem Hasensee zu den drei Hüttwiler Seen.

Nussbaumersee